# O Corvo (2012)
The Raven (bra/prt: O Corvo) é um filme hispano-magiar-norte-americano de 2012, dos gêneros terror e suspense, dirigido por James McTeigue, com roteiro de Ben Livingston e Hannah Shakespeare.
O filme dramatiza os últimos dias de vida do escritor Edgar Allan Poe, que teria morrido de causas misteriosas em 1849. O título refere-se ao famoso poema de Poe mas não tem relação com produções anteriores com o mesmo nome, de 1935 e 1963.

## Elenco
- John Cusack...Edgar Allan Poe
- Luke Evans...Inspetor Emmett Fields
- Alice Eve...Emily Hamilton
- Brendan Gleeson...capitão Hamilton
- Oliver Jackson-Cohen...PC Cantrell
- Kevin McNally...Maddux
- Sam Hazeldine...Ivan / Reynolds
- Pam Ferris...Senhora Bradley
- John Warnaby...Griswold, referência a Rufus Wilmot Griswold

## Sinopse
Em 1849, a polícia de Baltimore descobre num apartamento trancado o cadáver de uma mulher estrangulada. O detetive Emmett Fields percebe similaridades com o conto policial "The Murders in the Rue Morgue" e resolve investigar o autor, Edgar Allan Poe, que passa por bloqueio criativo e vive entregue ao alcoolismo, enquanto mantém um romance com Emily Hamilton, filha de um rico militar que o detesta. Enquanto Fields confronta Poe, outros crimes e assassinatos inspirados nas histórias do escritor continuam a acontecer, e a polícia percebe que enfrenta um sanguinário serial killer.

## Produção
Jeremy Renner foi primeiramente cogitado para o papel que acabou sendo feito por Luke Evans mas desistiu para filmar Mission: Impossible – Ghost Protocol. Ewan McGregor também desistiu. Em 28 de agosto de 2010 John Cusack foi confirmado no papel de Edgar Allan Poe. Joaquin Phoenix também esteve próximo de acertar com a produção.
As filmagens começaram em 9 de novembro de 2010 em Belgrado na Sérvia e Budapeste. As primeiras imagens foram reveladas em 15 de novembro de 2010. Um trailer do filme foi liberado em 7 de outubro de 2011, data importante por ser aniversário da morte de Poe. Em 2011 a Relativity adquiriu os direitos para os Estados Unidos por apenas 4 milhões de dólares 

## Prêmios e indicações
Fright Meter Awards (2012)
- Indicado
  - Melhor Ator (John Cusack)[11]
  - Melhor Fotografia[11]